# Quartier Vauban (Fribourg-en-Brisgau)
Pour les articles homonymes, voir Vauban (homonymie).
Le quartier Vauban est un écoquartier au sud de la ville de Fribourg-en-Brisgau, en Allemagne.

## Historique du site
Le nouveau quartier a été construit sur le site de l'ancienne caserne de la Wehrmacht, qui avait été construite à partir de 1937 dans la région de Feldmatten sur le territoire du village viticole de St. Georgen, qui a été incorporé à Fribourg en 1938. La caserne doit son nom au militant des Corps francs Albert Leo Schlageter, figure martyre du mouvement national-socialiste.
Au début de l'occupation française à la fin de la Seconde Guerre mondiale, l'armée française reprend le site pour l'utiliser à nouveau comme caserne. Il est nommé d'après l'architecte Sébastien Le Prestre de Vauban, qui a fait de Fribourg pendant l'occupation française, entre 1679 et 1697, une forteresse en forme d'étoile typique de l'époque, avant de reprendre le même schéma de l'autre côté du Rhin à Neuf-Brisach de 1699 à 1703. Après le retrait du contingent militaire français le 15 août 1992 suite à la réunification allemande et aux dispositions du traité de Moscou, les militaires libèrent cet espace, posant de fait la question de son avenir. Le nom de Vauban est conservé pour le nouveau quartier résidentiel.
En attendant qu'une décision soit prise sur l'avenir du quartier, il existait des solutions provisoires pour la transformation des bâtiments de la caserne. Des réfugiés de la guerre civile en Bosnie ont été hébergés, un refuge d'urgence pour les citoyens sans abri et un point de collecte pour les demandeurs d'asile ont été mis en place. De plus, le Centre des Sourds louait une maison et les cavaliers de Fribourg utilisaient les écuries de la caserne française.
En 1994, une initiative appelée KTS a été fondée dans un squat de la caserne vide. En raison de la situation foncière, des retards ont été constatés dans la rénovation et le réaménagement du site. Le 22 décembre 1994, le Forum Vauban a été fondé en tant qu'association avec un capital de départ de 98 000 Deutsche Mark. Après une période durant laquelle les casernements sont occupés illégalement par des populations marginales, la municipalité lance en 1996 les opérations de renouvellement du secteur, en s'appuyant sur une démarche de développement durable.
Lors de la planification du nouveau quartier dans les années 1990, on prévoyait 6 000 habitants et 600 emplois. La construction des premières nouvelles maisons a commencé après la démolition de la plupart des bâtiments de la caserne en avril 1998. Au 1er juillet 2006, on y comptait 4 100 habitants, fin 2008 un peu moins de 5 000 et fin 2013 5 631.
Le concept de quartier a été présenté sur le stand de la ville de Fribourg dans la section « Meilleures pratiques urbaines » de l'Expo 2010 .
La conception de la zone d'entrée était l'objet d'un conflit de longue date entre l'association de district et le Freiburger Stadtbau. En avril 2010, il a été annoncé que le site, alors encore occupé par un groupe de wagons, serait aménagé avec deux bâtiments de quatre à cinq étages au plus tard début 2012. En 2011, le Wagenkollektiv Kommando Rhino a été dissous, et le site a été libéré en août 2011, et les travaux de construction ont commencé. En 2013, le Stadthaus M1 du cabinet berlinois Barkow Leibinger Architekten a été achevé. Une partie abrite le Green City Hotel Vauban, et l'autre partie est un immeuble résidentiel et commercial avec des équipements haut de gamme. Début 2017, le V8 a comblé le dernier vide au coin de la Wiesentalstraße et de la Merzhauser Straße.

## Réaménagement et reconversion
Douze anciens bâtiments de la caserne ont été conservés et rénovés, occupant un terrain d'une superficie de 4 hectares. Quatre d'entre eux sont affectés à 220 logements alternatifs formant le collectif « SUSI » (Selbstorganisierte unabhängige Siedlungsinitiative). Ces logements sont habités par une partie du groupe ayant occupé illégalement les casernes dès leur libération et qui sont à présent régularisés. Six autres bâtiments accueillent 600 logements pour étudiants. Enfin, un ancien bâtiment nommé Stadtteilzentrum Haus 037, est transformé en maison de quartier et en centre socio-culturel accueillant les associations locales.
Les 34 hectares restants sont restructurés et consacrés à la création de 2000 logements et de 600 emplois, dont la plupart sont regroupés sur 6 hectares destinés aux activités industrielles et artisanales. À l'est de la Merzhauser Straße (voie nord-sud de liaison interquartier) est programmé un ensemble de maisons à énergie positive. Ces logements sont alimentés par l'énergie solaire et du fait de leur construction suivant les règles du Passivhaus (très forte isolation) jusque dans le moindre détail, ils produisent plus d'énergie qu'ils n'en consomment. Les autres bâtiments du quartier respectent également un grand nombre de principes environnementaux, tels les toitures végétalisées, une exposition optimisée à la chaleur solaire, l'emploi de panneaux solaires[Lequel ?] et de matériaux écologiques pour la construction.

## Transport et place de l'automobile

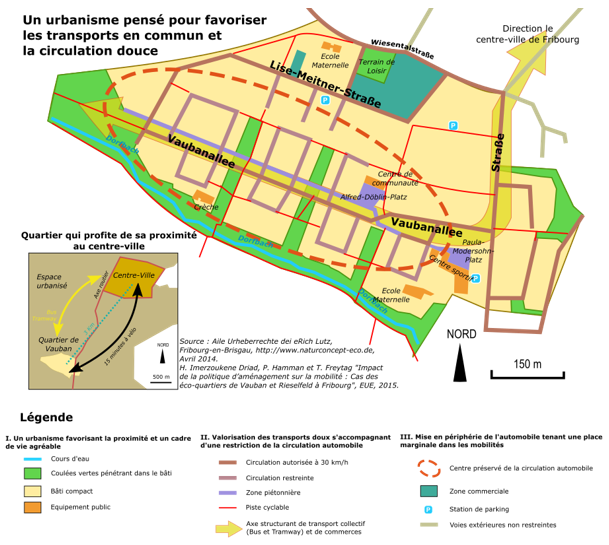
Un urbanisme pensé pour favoriser les transports en commun et la circulation douce

Vauban est considéré comme l'un des principaux quartiers Carfree, c'est-à-dire sans voitures, en Europe. Une ligne de tramway, dont le tracé est défini dans le plan d'aménagement du quartier, le relie au centre-ville depuis avril 2006. Celui-ci n'est distant que de 4 kilomètres, ce qui représente une quinzaine de minutes à vélo.
Afin de gagner de l'espace au profit des habitations et des espaces publics, les places de parking ou garages privés ne seront possibles que pour 25 % des logements, situés à la marge du quartier. Pour les autres logements, deux parkings-silos sont construits aux entrées du quartier. Ainsi, la circulation au sein du quartier n'est plus une nécessité, ce qui permet de convertir les voies de circulation automobiles en rues réservées au jeu (Spielstraßen), où les enfants peuvent en effet jouer en toute liberté, les voitures n'ayant pas la priorité et ne devant pas dépasser une vitesse de 5 km/h.
Le responsable du déploiement du projet, Matthias-Martin Lübke, déclara : « Nous allons voir, et nous le voyons déjà aujourd'hui (non pas seulement du point de vue des visiteurs du monde entier) que le quartier Vauban est, à la veille d'une catastrophe climatique, un modèle d'organisation urbaine en matière de transport et de circulation. »
Selon une étude urbaine menée par H. Imerzoukene Driad, P. Hamman et T. Freytag, l’incitation à emprunter de modes de transports doux et collectifs est un succès. Cependant, leur étude ont détecté un certain décalage entre l’offre en transport de l’écoquartier et le réseau de transport métropolitain : Les habitants désirent une adaptation des « phases des feux de signalisation à Fribourg au rythme des vélos », de meilleurs pistes cyclables et déplorent le coût élevé des transports en commun. 

## Vie citoyenne
Le quartier Vauban a connu une forte participation citoyenne au projet et a connu la constitution de nombreux Baugruppen. Ces « groupes de construction » sont le fait de personnes désireuses de construire leur logement. Elles se regroupent ainsi afin de définir l'organisation de leur îlot ou de leur immeuble au cours de multiples réunions précédant la transmission de leur projet à un maître d'œuvre. Ces Baugruppen apportent quelques avantages par rapport aux démarches classiques :
- création de relations de voisinage antérieures à la construction de l'habitat ;
- réduction des coûts de construction par des économies d'échelle ;
- possibilité de mettre en commun quelques équipements, tels que l'approvisionnement en énergie solaire, le chauffage ou encore les jardins, afin de réduire leurs coûts.

L'un des éléments les plus intéressants dans la constitution de la vie associative du quartier a été la création du Forum Vauban, une association privée et démocratique (Verein), ouverte à toute la population du Quartier Vauban. Le Forum Vauban et ses 300 à 400 membres ont organisé le processus de la participation citoyenne avec et parfois contre les intentions de la municipalité.

## Données
- Superficie : 42 hectares
- Durée de la construction : 1993 - 2006
- Arrivée des premiers habitants : 1996
- Nombre d'habitants : 5 500
- Nombre de logements : à peu-près 2820

## Galerie photo

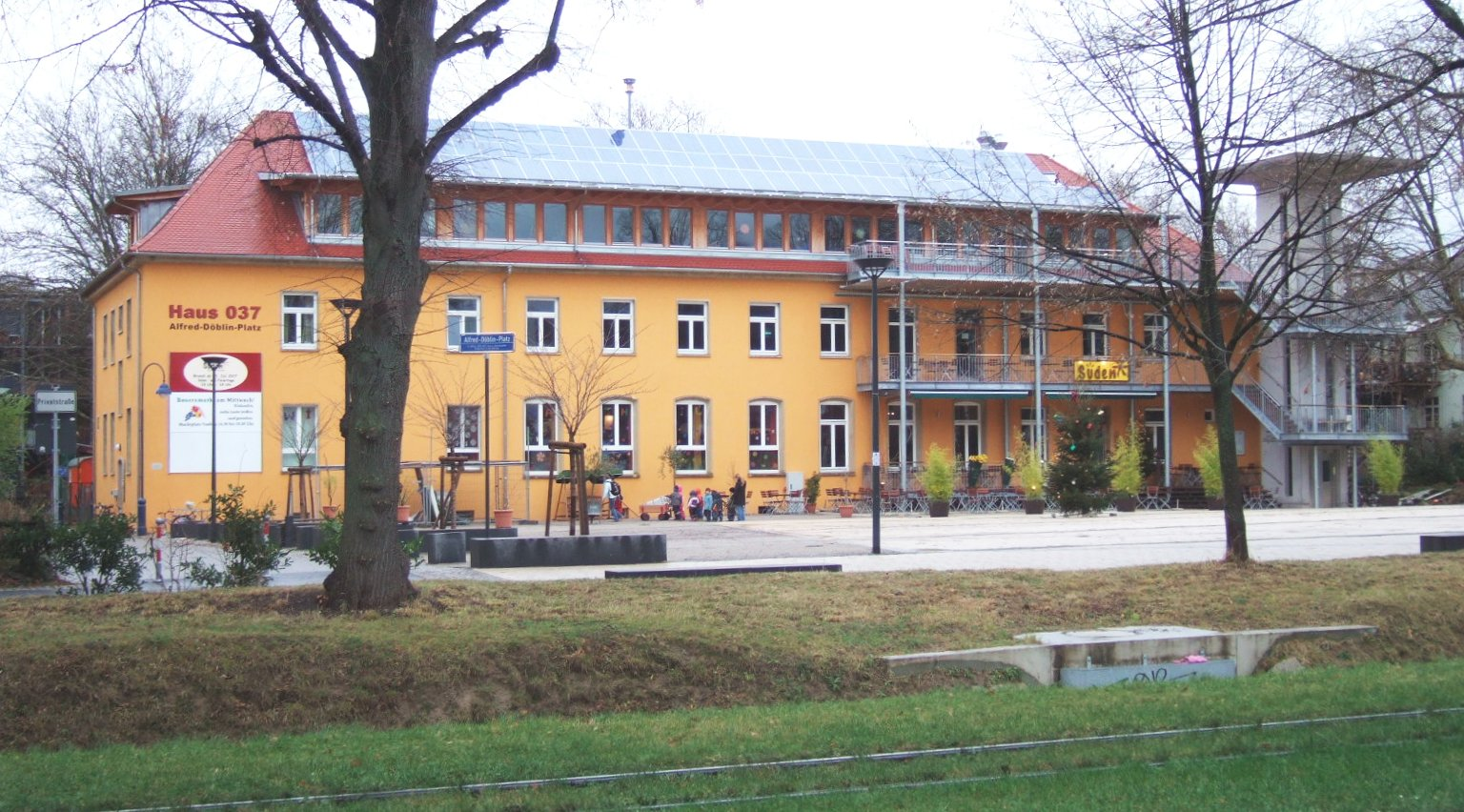
Ancienne caserne Vauban
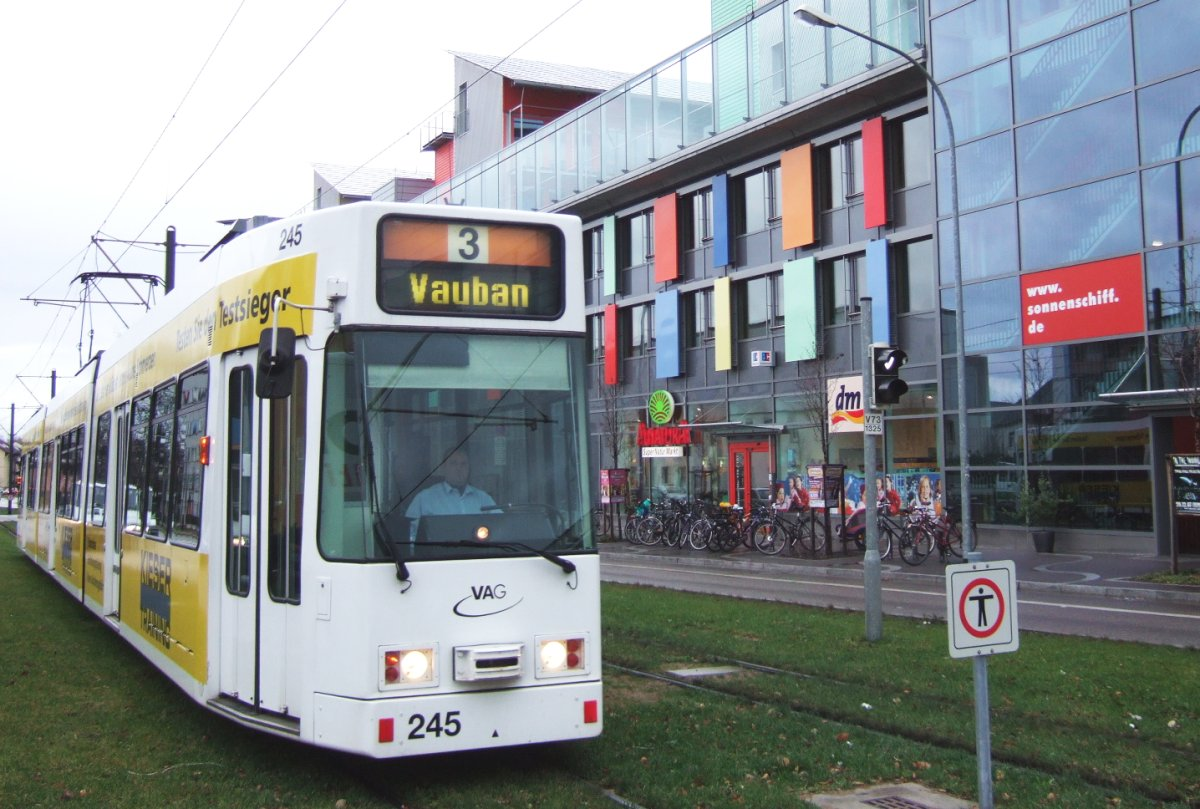
Le tramway
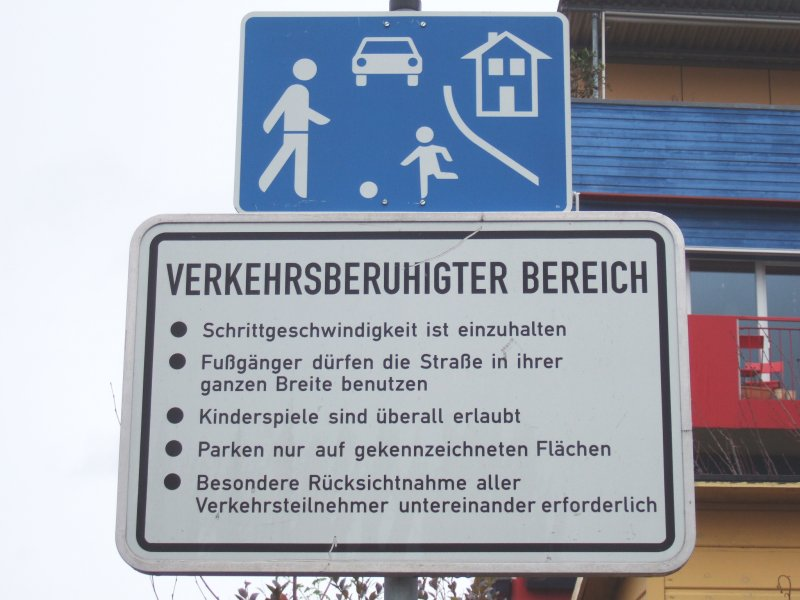
Zone de circulation calme
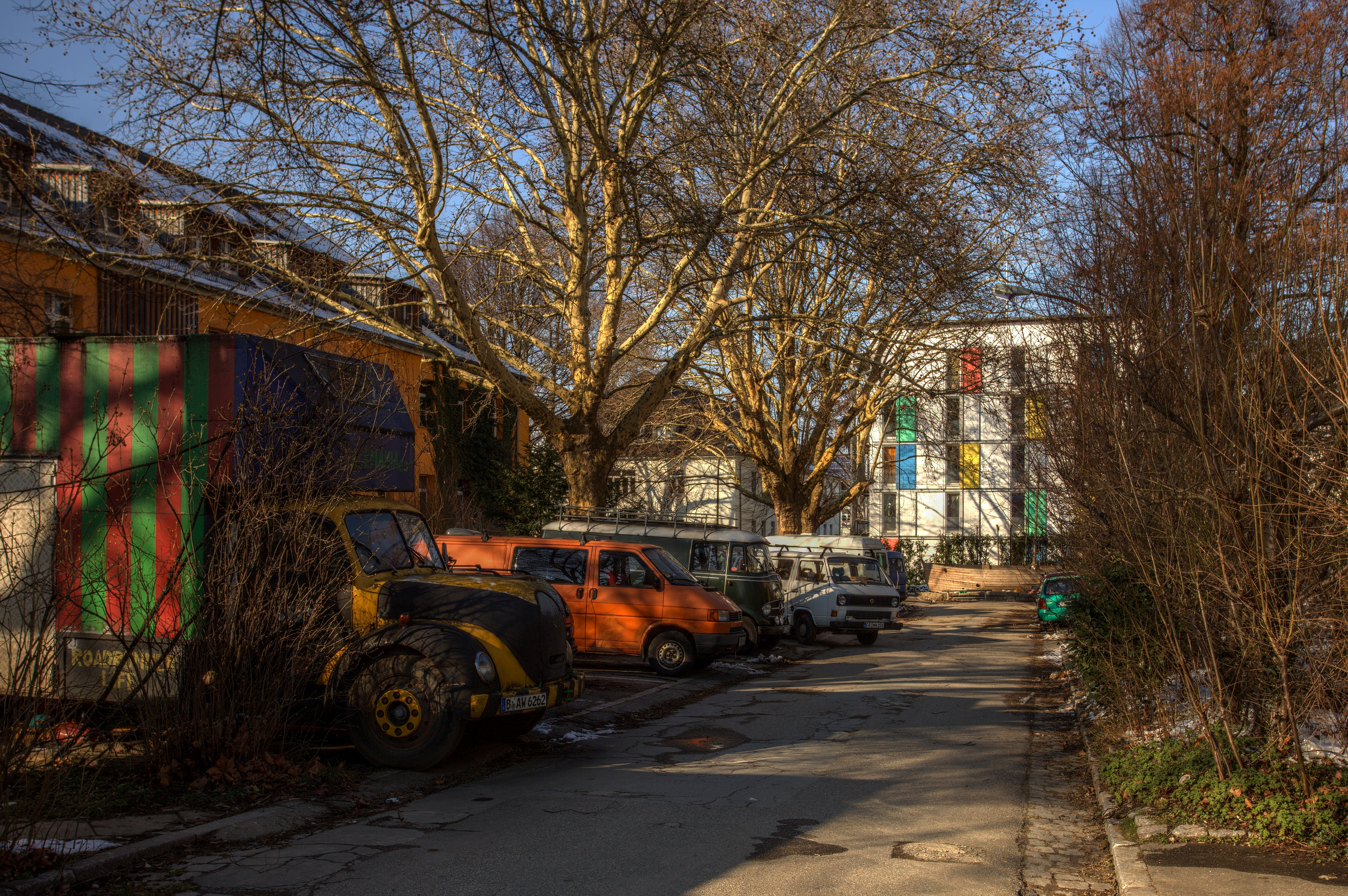
Vue générale
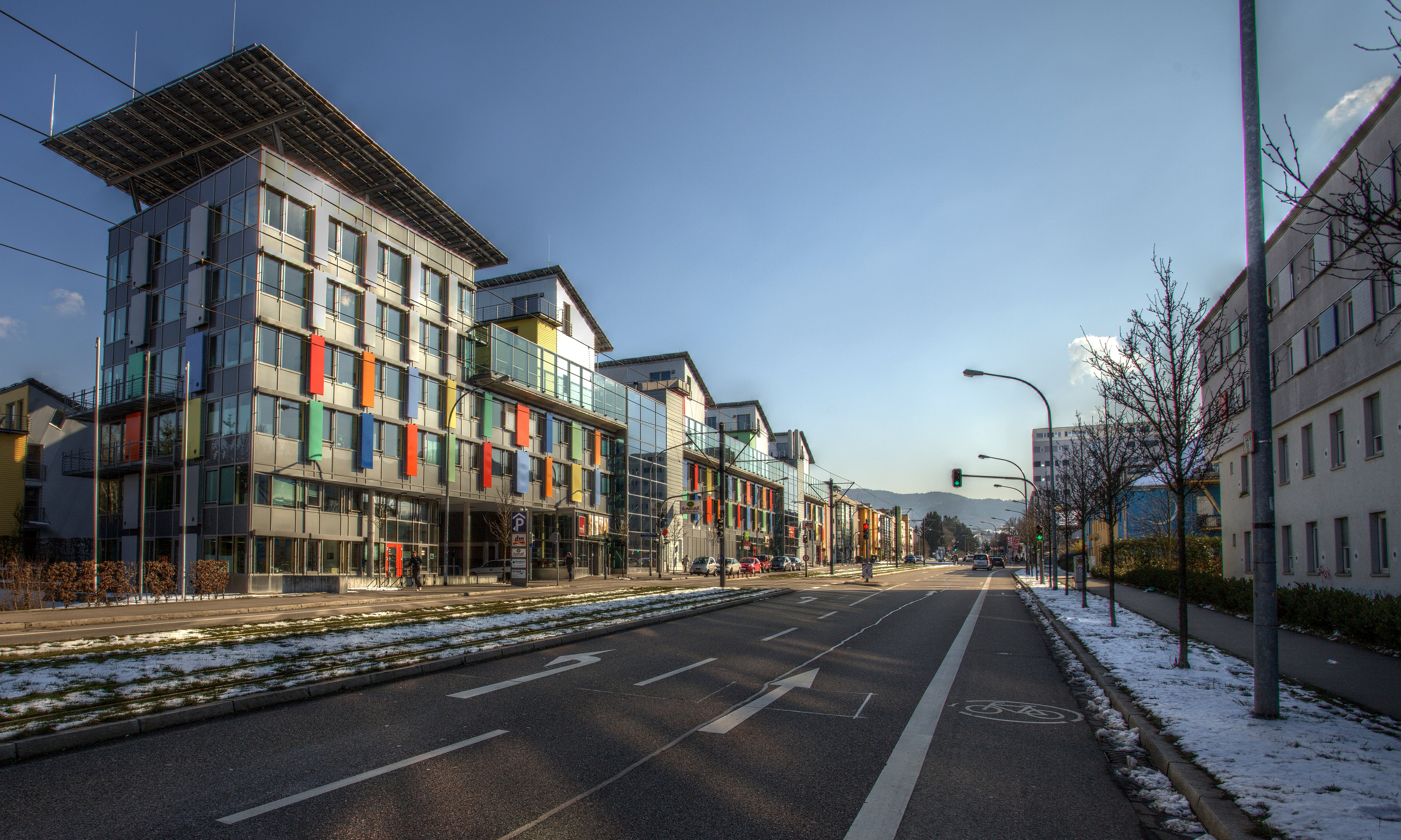
Vue générale
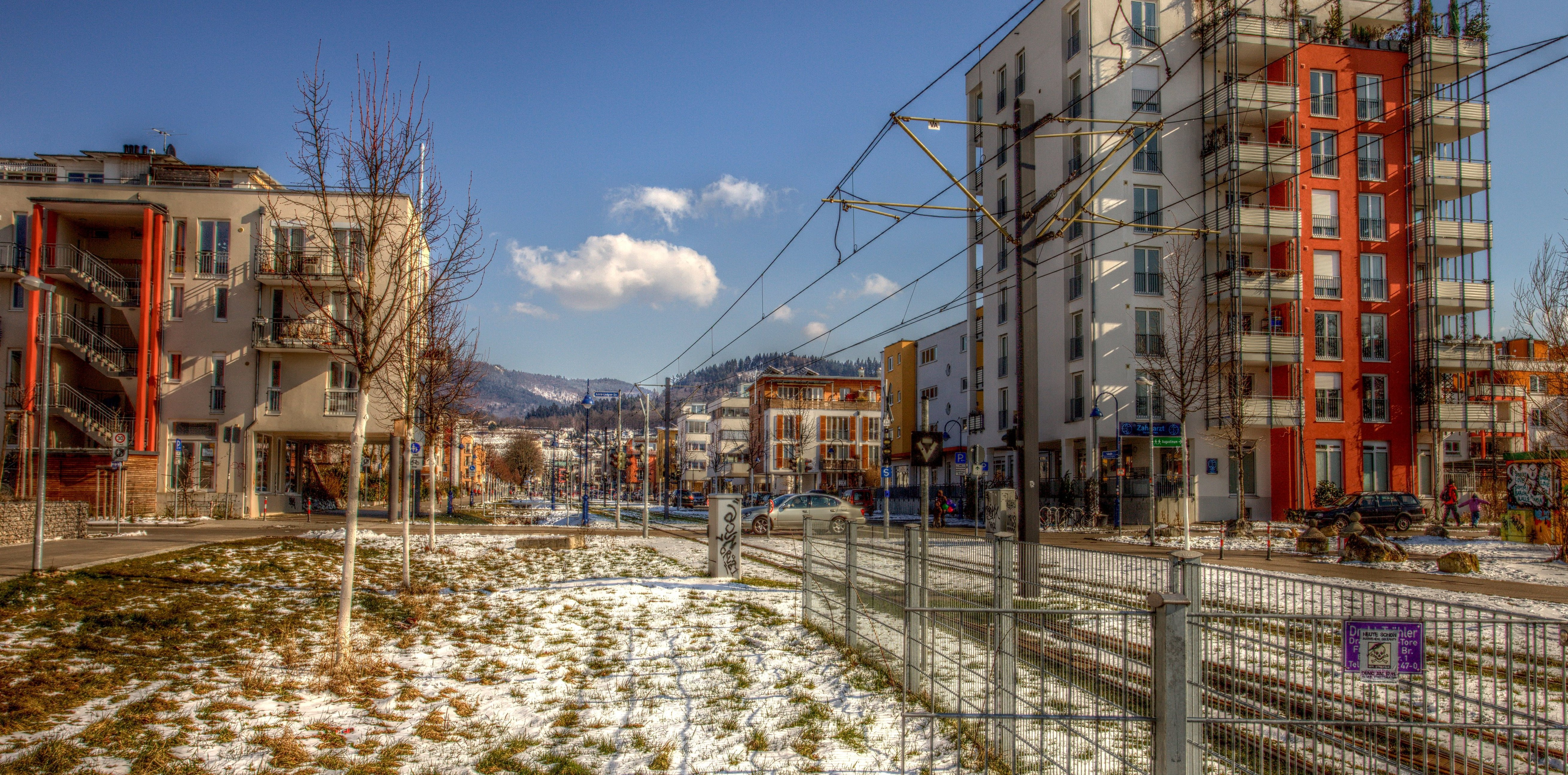
Vue générale
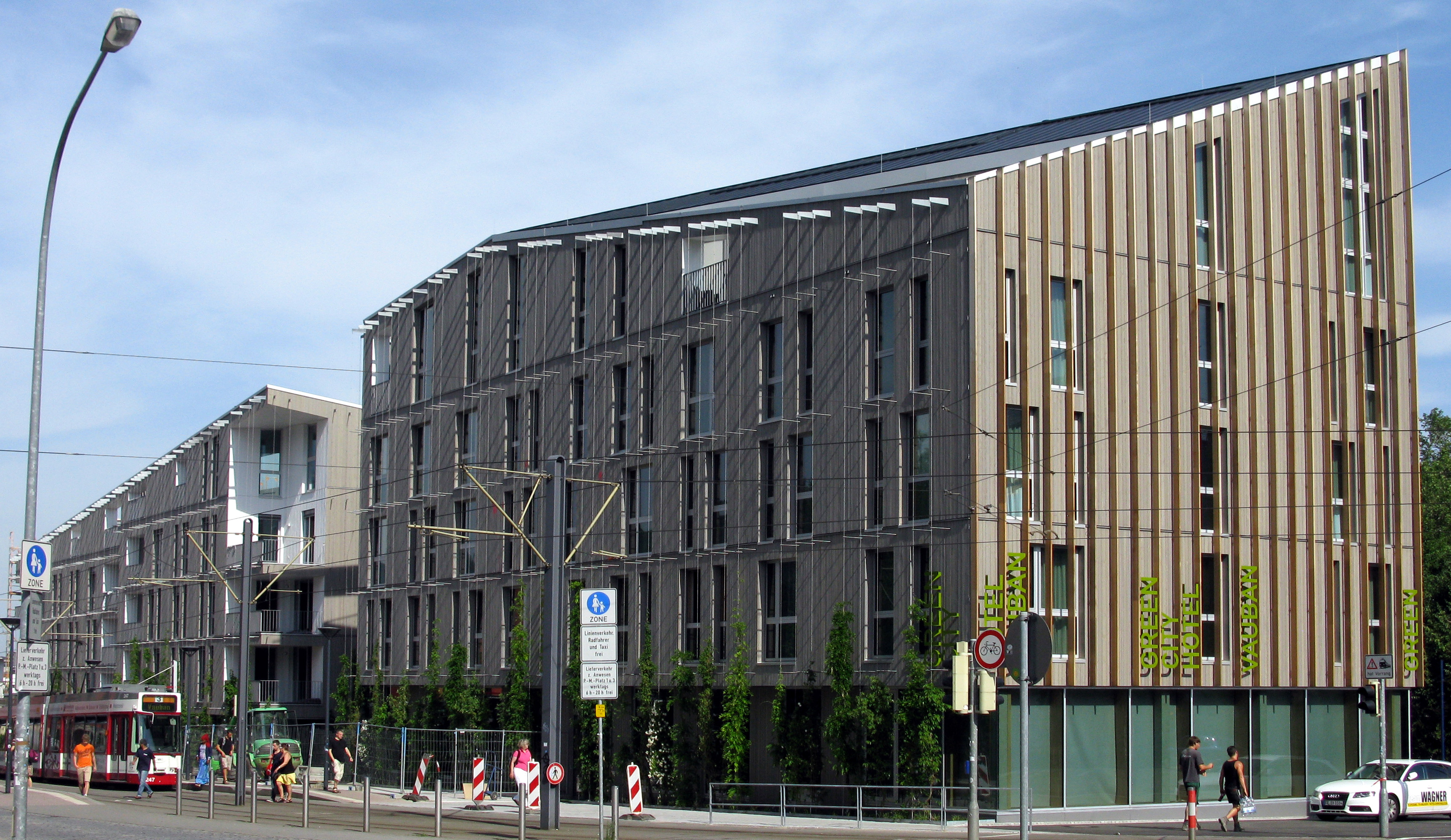
Green City Hôtel Vauban (à droite)